# Seregi László (rendező)
Seregi László (Budapest, 1928. június 12. – Budapest, 1991. június 5.) Jászai Mari-díjas magyar színházi rendező, színigazgató, érdemes művész.

## Életpályája
Előbb a közgazdasági egyetemre járt, majd 1951-ben a Színház- és Filmművészeti Főiskolán szerzett oklevelet. 1951–1956 között a Magyar Néphadsereg Színháza, 1956–1957-ben a szolnoki Szigligeti Színház, 1957–1958-ban a győri Kisfaludy Színház, 1959–1963 között a kecskeméti Katona József Színház rendezője volt. 1963–1972 között a Budapesti Operettszínház főrendezője, 1972–1978 között a József Attila Színház rendezője, majd 1979–1989 között ismét a Budapesti Operettszínház rendezője volt. 1988-tól az 1991-ben bekövetkezett haláláig, a debreceni Csokonai Színház igazgatója volt.    
Fia, Seregi Zoltán, rendező, színigazgató.

## Főbb rendezései
- Gogol: Leánynéző
- Tennessee Williams: Üvegfigurák
- Kálmán Imre: Marica grófnő
- Katona József: Bánk bán
- Molnár Ferenc: A doktor úr
- Fényes Szabolcs: Maya
- Shakespeare: Szentivánéji álom, Coriolanus
- O’Neill: Vágy a szilfák alatt
- Beaumarchais: A sevillai borbély
- Friedrich Schiller: Ármány és szerelem
- Tamási Áron: Boldog nyárfalevél
- George Bernard Shaw: Szent Johanna
- Ödön von Horváth: Mesél a bécsi erdő
- Robert Planquette(wd): A corneville-i harangok
- Lehár Ferenc: A víg özvegy, A mosoly országa
- Mitch Leigh – Dale Wasserman: La Mancha lovagja (Szövegkönyv: Dale Wasserman(wd); Zene: Mitch Leigh(wd); Dalszövegek: Joe Darion(wd); Fordította: Blum Tamás)
- Alan Jay Lerner(wd) – Frederick Loewe: My Fair Lady
- Hervé: Lili

## Díjai, elismerései
- Jászai Mari díj (1961)
- Érdemes művész (1987)